# Adam Anderson (economista)
Adam Anderson (Aberdeen, 1692 — Londres, 10 de janeiro de 1765) foi um escocês, historiador do comércio.

## Biografia
Anderson provavelmente era natural de Aberdeen e nasceu por volta de 1692. Foi um escriturário por quarenta anos, ou mais, da Casa dos Mares do Sul, a sede da Companhia dos Mares do Sul, até sua morte em Clerkenwell, uma área do centro de Londres, em 1765. O cargo mais alto que ocupou na companhia foi o de chefe das Ações e Novas Anuidades. Foi um dos curadores para a fundação da colônia da Geórgia e membro da corte de assistentes da Corporação Escocesa de Londres. Seu nome também aparece na lista de curadores para executar uma lei da Rainha Ana para a criação de bibliotecas paroquiais no país e nas colônias. Sua aparência é descrita como sendo “alta e graciosa”, tendo sido casado duas vezes.

## Obra
No ano anterior à sua morte publicou a sua única e grande obra intitulada Uma dedução histórica e cronológica da origem do comércio: desde os primeiros relatos até os dias atuais. Contendo uma história dos grandes interesses comerciais do império britânico. Ao qual é precedida de uma introdução, exibindo uma visão do Estado antigo e moderno da Europa; da importância de nossas colônias e do comércio, navegação, manufaturas, pesca, etc. da Grã-Bretanha e Irlanda; e sua influência sobre os interesses fundiários. Com um apêndice, contendo a moderna geografia político-comercial dos diversos países da Europa.
Desde os tempos mais remotos até o ano de 1762, a obra de Anderson é um monumento de uma indústria grandiosa. Composta na forma de anais, não é apenas um registro do progresso comercial e do empreendimento colonial, mas uma história do desenvolvimento político, industrial e social de todos os países civilizados, especialmente da Grã-Bretanha e da Irlanda. São acrescentados resumos de todos os tratados, atos do parlamento e panfletos que, de alguma forma, tenham relação com o comércio ou assuntos afins, juntamente com contas estatísticas das finanças nacionais, dos preços, da moeda e da população.
As primeiras partes da obra não são confiáveis, mas David Macpherson atribuiu valor suficiente aos capítulos de 1492 em diante para reproduzi-los em seus Anais do comércio, pesca e navegação... desde os primeiros relatos até a reunião do Parlamento da União em 1801. Na introdução de sua obra, Anderson demonstrou estar adiante de seu tempo, e expôs várias das falácias do sistema mercantil. Condenou os monopólios industriais, e defendeu a naturalização de estrangeiros protestantes, e uma uniformidade de pesos, medidas e moedas para todas as nações cristãs.